# Chwyty bronią
Chwyty bronią – ruchy bronią określone w regulaminie musztry i ceremoniale wojskowym polegające na dokładnym i pewnym władaniu indywidualną bronią palną i białą.

## Charakterystyka
Chwyty bronią do I wojny światowej stanowiły zasadniczy przedmiot wyszkolenia żołnierza. Poświęcano temu wiele czasu i wysiłku, doprowadzając wykonanie chwytów, szczególnie w szykach zwartych, do dużej precyzji. Wpływała na to rozwinięta skłonność do parad oraz na wyrobienie poczucia absolutnego posłuszeństwa i spoistości oddziału. Współczesne regulaminy musztry sił zbrojnych wielu państw przewidują wyłącznie chwyty bronią niezbędne do wyrobienia umiejętności sprawnego i zespołowego władania bronią.
Chwyty bronią wykonuje się w postawie zasadniczej. Ruchy, składające się na każdy chwyt bronią, powinny być krótkie i energiczne i łączyć się płynnie w jedną całość.

## Chwyty karabinkiem

### Stosowane we współczesnym Wojsku Polskim (2025)

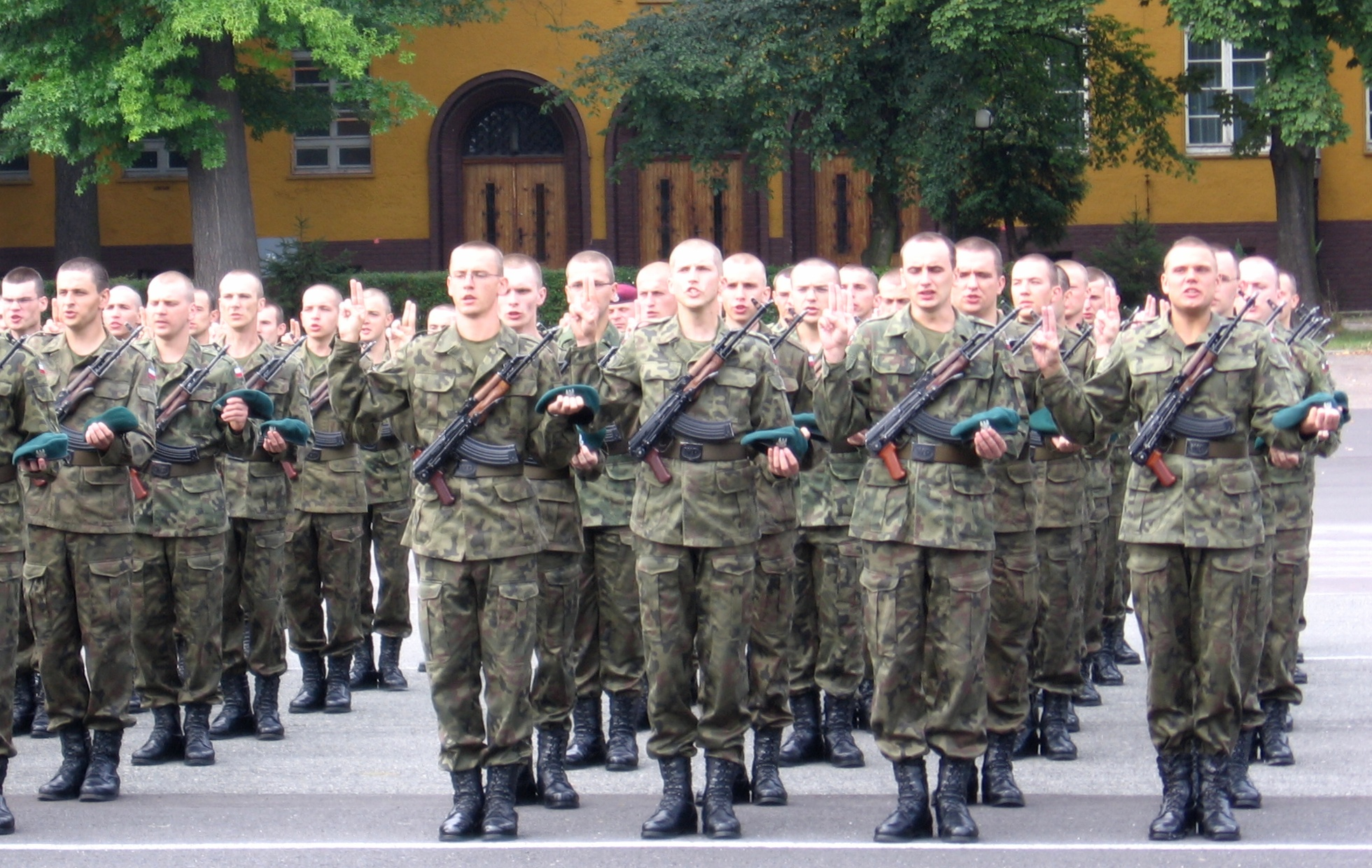
Żołnierze stoją z bronią „przez pierś”

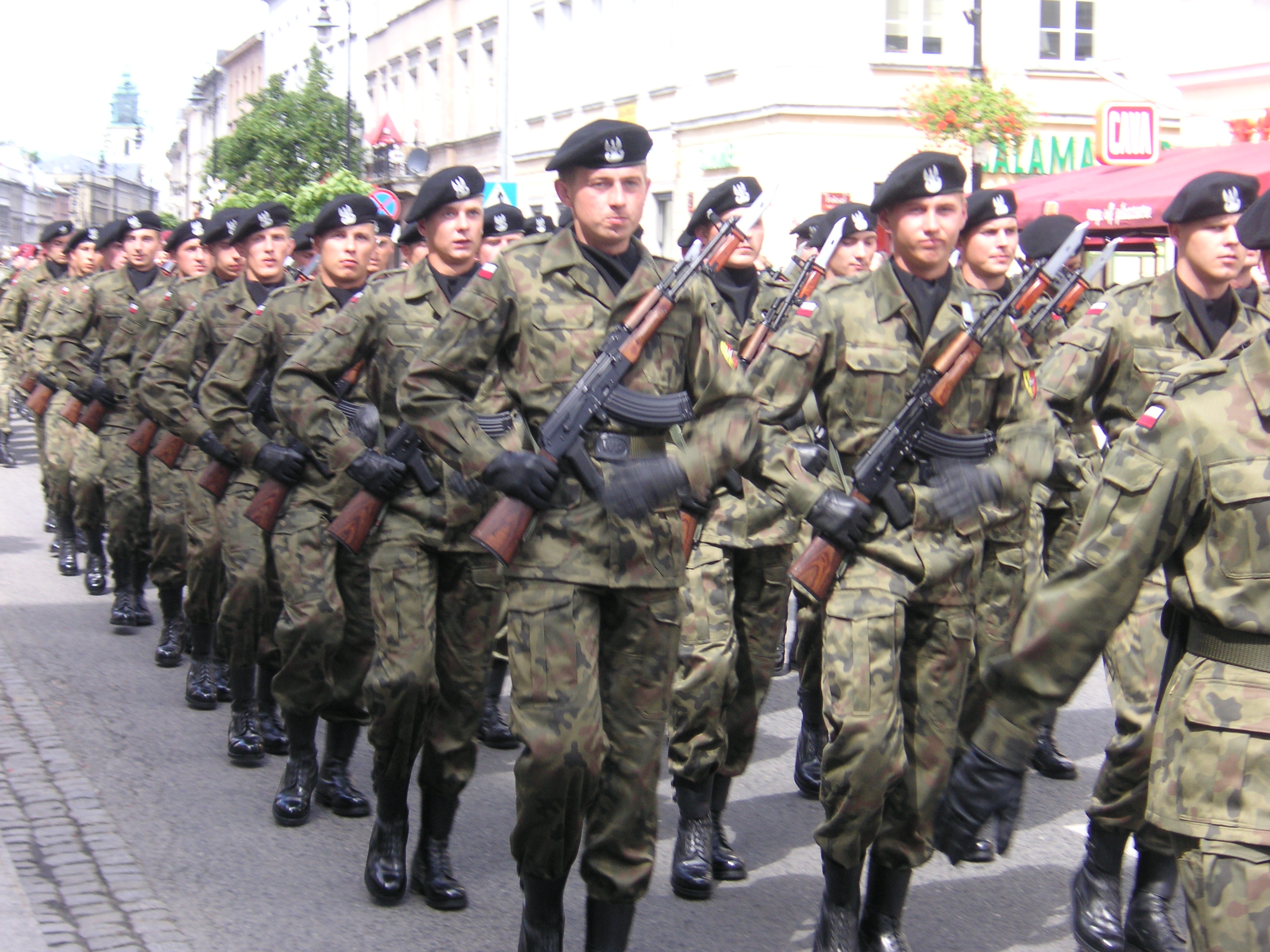
Marsz z bronią „przez pierś”; 2006

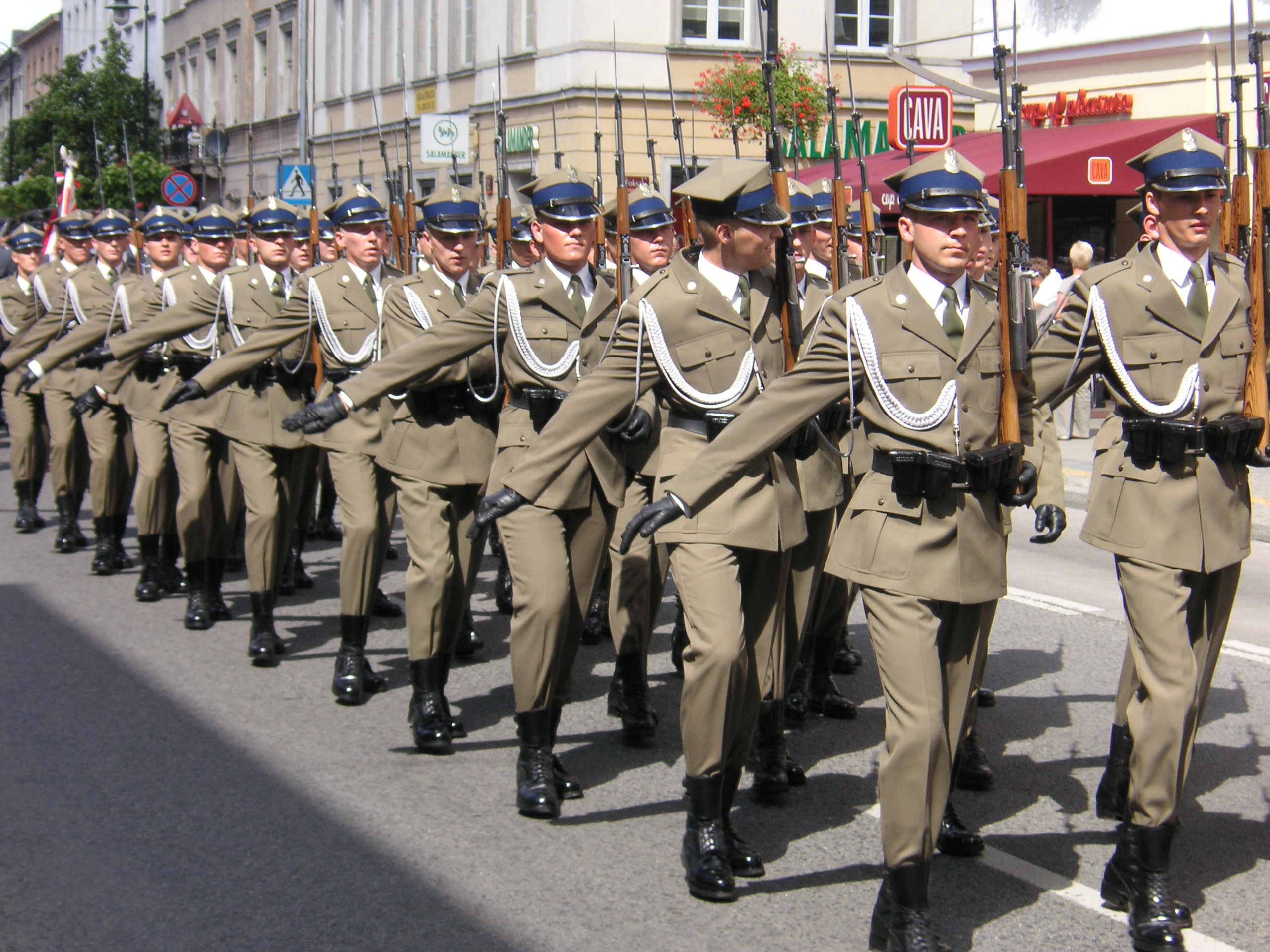
Marsz z bronią „na ramię”; 2006

Podstawowym sposobem noszenia karabinka jest położenie „na pas”. Oprócz tego stosuje się położenia: „przez pierś” i „przez plecy” oraz chwyty „połóż broń” i „za broń”.
Komendę „przez pierś – broń” żołnierz wykonuje z położenia „na pas”. Prawą rękę przesuwa po pasie nieco w górę, zdejmuje karabinek z ramienia i chwyciwszy go lewą ręką za przednią część nakładki trzyma przed sobą, wylot lufy na wysokości brody; po czym prawą ręką odchyla pas w prawo i chwyciwszy go dłonią z dołu wsuwa łokieć tej ręki pod pas. Następnie zarzuca pas przez głowę na kark, prawą ręką chwyta karabinek za szyjkę kolby, lewą rękę szybko opuszcza.
Komendę „przez plecy – broń” żołnierz wykonuje z położenia „na pas". Lewą ręką chwyta pas nieco poniżej prawego barku, prawą zaś chwyta karabinek za kolbę, podnosi broń, natomiast lewą zarzuca ją przez głowę na lewe ramię. Następnie szybko opuszcza ręce.
Komendę „połóż – broń” żołnierz wykonuje się z położenia „na pas". Robi wykrok lewą nogą i wysuwa karabinek kolbą do przodu. Lewą ręką chwyta pod pasem karabinek, utrzymując prawą ręką pas broni na wysokości ramienia. Następnie prawą ręką zdejmuje pas z ramienia, pochyla się i kładzie broń na ziemi opierając trzewik kolby o czubek buta prawej nogi.
Na komendę „za – broń” żołnierz robi wykrok lewą nogą, pochyla się, chwyta karabinek za szyjkę i podnosi tak jak go kładł.
Ponadto Ceremoniał wojskowy z 1915 przewiduje dla kompanii reprezentacyjnej i kompanii honorowej także chwyty: „na ramię“, „prezentuj”, „do nogi”, „za szyjkę”. Chwyty karabinkiem  wykonuje się w postawie zasadniczej.
Na komendę „na ramię – broń” żołnierz prawą ręką unosi karabinek i przenosi przed siebie w położenie pionowe językiem spustowym w lewo. Rączka suwadła znajduje się na wysokości górnej lewej krawędzi kieszeni munduru. Jednocześnie lewą ręką chwyta karabinek nad prawą.  Prawą ręką trzyma trzon zamka pod rączką suwadła tak, by kciuk był wyprostowany  wzdłuż palców i obejmował suwadło. Następnie obraca karabinek językiem spustowym do siebie, podnosi i wsuwa go w lewe ramię. Lewą ręką chwyta kolbę tak, by tył trzewika kolby znajdował się między kciukiem a palcem wskazującym. Końce palców przylegają do kolby, a opuszki palców dotykają pokrywy ładownicy. Następnie prawa ręka opuszczana jest najkrótszą drogą do pozycji jak w postawie zasadniczej.
Na komendę „do nogi - broń” żołnierz obraca lewą ręką kolbę w prawo o 90°, ściąga ją do lewego uda na długość wyciągniętej ręki. Prawą ręką chwyta karabinek na wysokości barku, po czym przenosi karabinek przy tułowiu, tak, by środek kolby znajdował się nad małym palcem u prawej nogi, na wysokości górnej krawędzi butów. Lewą rękę opuszcza do położenia tak, jak w postawie zasadniczej. Następnie prawą ręką przystawia karabinek kolbą do prawej stopy.
Na komendę „prezentuj  – broń” żołnierz obraca lewą ręką karabin o 90° i przenosi go w położeniu pionowym na środek ładownic na odległość wyciągniętej ręki, a prawą ręką chwyta karabinek za szyjkę kolby kciukiem zwróconym do tułowia. Potem prawą ręką obraca karabinek językiem spustowym w przód, obniżając go tak, by muszka karabinka była na wysokości brwi; lewą ręką chwytak karabinek za łoże, tak by kciuk był wyprostowany wzdłuż łoża, pozostałe palce zwarte, a dolna krawędź dłoni na wycięciu magazynka. Kciuk prawej ręki znajduje się pod komorą zamka, a pozostałe palce zwarte i wyprostowane pod kabłąkiem. Przedramię z dłonią tworzy linię prostą.
Na komendę „za szyjkę – broń” żołnierz unosi  prawą ręką  karabinek pionowo do góry, a lewą chwyta go tuż przy prawej. Potem prawą ręką chwyta za szyjkę, kciukiem z przodu, a pozostałymi palcami z tyłu i przenosi karabinek do prawego boku,trzyma go przyciśnięty do biodra i ramienia, opuszczając jednocześnie lewą rękę.

### Stosowane w II Rzeczypospolitej
Regulamin musztry piechoty z 1921 ustalał, że chwyty bronią wykonuje się tylko ramionami i dłońmi, a reszta ciała pozostawać miała w postawie zasadniczej. Uderzanie dłonią po kolbie dla zaznaczenia chwytów i stukanie kolbą o ziemię było zakazane.

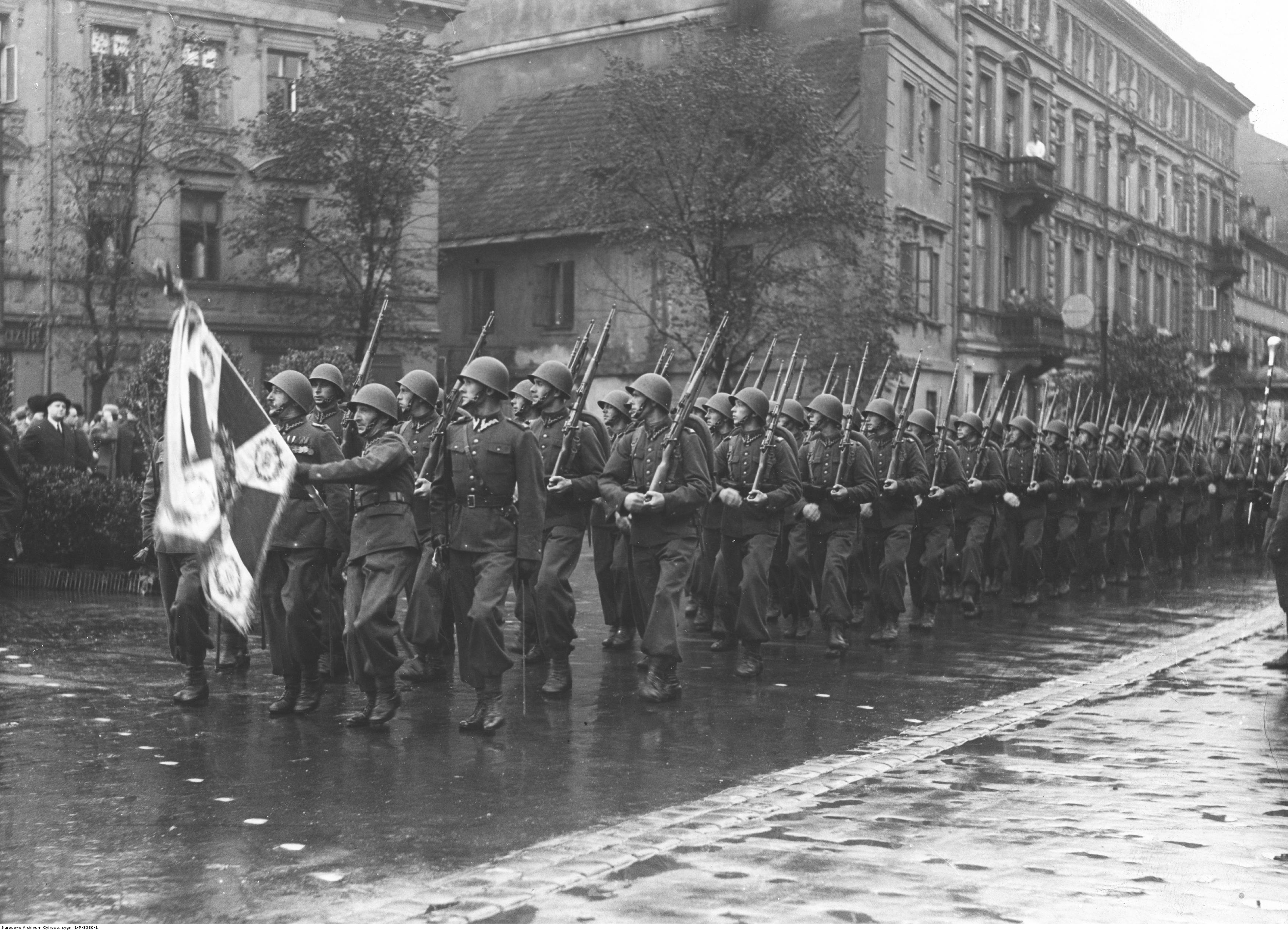
Żołnierze maszerują krokiem równym z bronią „na ramię”; 1937

Na komendę „na ramię – broń” żołnierz unosił prawą ręką karabin i ustawiał w położenie pionowe przed lewą połową ciała, lufą w prawo. Dolny bączek znajdował się na wysokości kołnierza. Lewą ręką chwytał karabin tuż pod prawą, prawą obejmował szyjkę tuż pod kurkiem i podnosił karabin tak wysoko, że można go oprzeć na płask o ramię; następnie lewą ręką chwytał kolbę dłonią z góry, tak, aby piętka trzewika kolby leżała między kciukiem, a palcem wskazującym, a dłoń i koniec palców przylegały do płaskiej części kolby. Karabin wspierał na barku w płaszczyźnie równoległej do płaszczyzny środka ciała. Skrzydełko znajdować się miało na wysokości drugiego z rzędu guzika, kolba przyciśnięta do lewej ładownicy. Prawa ręka wracała do zasadniczego położenia.

W czasie dłuższego marszu dowódca mógł wydać komendę „przełóż – broń”. Żołnierze przekładali wtedy broń na drugie ramię. Na komendę „odtrąbiono” żołnierz pochylał lufę karabinu w tył, nieco wygodniej go opierając środkiem ciężkości o ramię.
Na komendę „do nogi – broń” żołnierz lewą ręką przyciągał kolbę ku lewemu udu, prawą ręką obejmował karabin na wysokości ramion, odchylając lekko łokieć. Prawą ręką przenosił karabin półkolem w położeniu pionowym i obracając go nieco na zewnątrz, przesuwał w ręku. Kciuk trzymał na łożu; lewa ręka wracała do zasadniczego położenia. Kolbę przesuwał do końca prawej stopy, uderzając o ziemię.

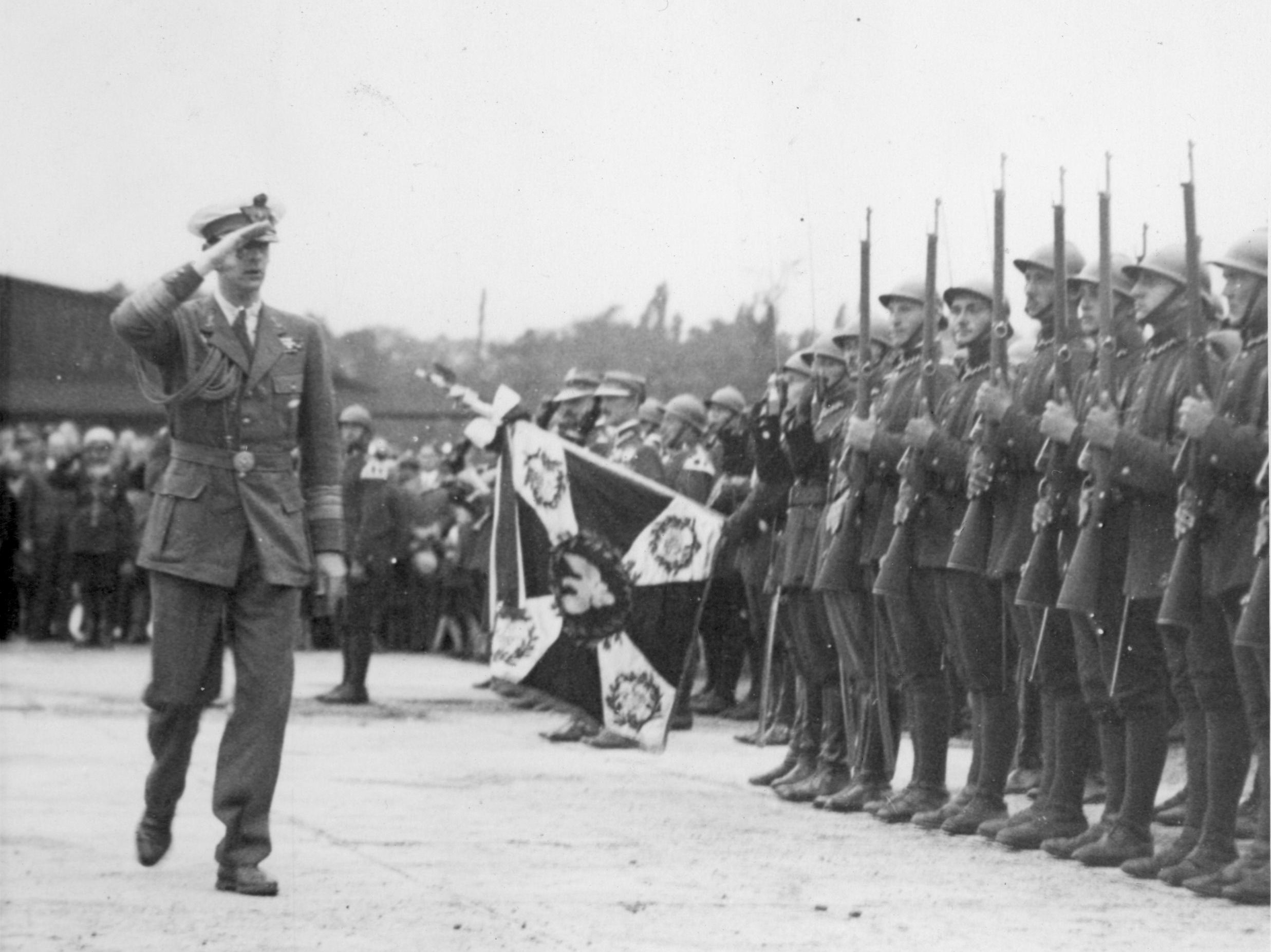
Żołnierze z bronią „prezentuj”; 1931

Na komendę „prezentuj – broń” żołnierz lewą ręką ściągał karabin przed lewą połowę ciała tak, by mógł lewym okiem patrzeć w prawo od karabinu; prawa ręka, kciukiem ku ciału, obejmowała równocześnie szyjkę kolby, lewa chwytała karabin tak, żeby koniec kciuka wyciągniętego wzdłuż celownika dosięgał górnej jego krawędzi i razem z prawą skręcała się ku ciału. Cztery palce prawej ręki były wyprostowane tuż pod kabłąkiem na szyjce kolby, kciuk pod zameczkiem. Karabin lekko przytykał do przedniej krawędzi lewej ładownicy, a dolny bączek znajdował się na wysokości kołnierza. Lewe ramię było zgięte prawie pod kątem prostym.
Na komendę „na pas – broń” żołnierz zakładał karabin na pasie na prawe ramię, wylotem lufy do góry, nadając mu nieruchomą pionową postawę. Prawą dłoń trzymał pas na wysokości piersi, prawe ramię dotykało tułowia. Reszta ciała utrzymana była w postawie zasadniczej.
Na komendę „za szyjkę – broń” żołnierz, stojący z karabinem u nogi, podnosił karabin pionowo, prawą do góry, a następnie, pomagając sobie lewą ręką, chwytał prawą ręką za szyjkę, zatrzymując pionowe położenie karabinu. Chwyt ten nie był przedmiotem musztry pokazowej.
Na komendę „przez plecy – broń” wykonywanej w postawie „spocznij” żołnierz przewieszał broń przez plecy; kolba w lewo, wylot lufy w prawo.

### Stosowane w Polskich Siłach Zbrojnych
Wprowadzony w 1941 w Polskich Siłach Zbrojnych Regulamin Piechoty (musztra) miał na celu ujednolicenie musztry pieszej niezależnie od terenu formowania Wojska Polskiego. Oparty był na organizacji piechoty i kawalerii zmotoryzowanej rozwijanej na terenie Wielkiej Brytanii. Naczelny Wódz upoważniał dowódców Polskich Sił Zbrojnych na innych terenach do wprowadzenia  tymczasowych zmian z uwzględnieniem specyfiki obszaru z zachowaniem jednak ducha regulaminu.

 Chwyty „do na ramię – broń”, „prezentuj – broń” i „do nogi – broń”  żołnierz wykonywał tylko wówczas, gdy był bez maski przeciwgazowej lub gdy miał ją przewieszoną przez prawe ramię, na lewym boku. Gdy żołnierz miał maskę na piersi, wykonywał tylko chwyty: „na pas – broń”, „przez szyję – broń” i „przez plecy – broń”.
Na komendę „na ramię – broń” żołnierz prawą ręką unosił karabin i wprowadzał go w położenie pionowe przed środek ciała, językiem spustowym w lewo, dolny bączek znajdował się na wysokości wszycia kołnierza. Lewą ręką chwytał karabin tuż pod ręką prawą. Następnie prawą ręką chwytał komorę zamkową na wysokości komory nabojowej, kciuk wyprostowany wzdłuż łoża. Dalej prawą ręką obracał karabin językiem spustowym ku ciału i podnosił go tak, by wsunąć go na lewe ramię. Lewą ręką chwytał karabin w ten sposób, żeby koniec trzewika kolby leżał między kciukiem a palcem wskazującym, oraz aby dłoń i końce palców przylegały do płaskiej części kolby. Karabin miał leżeć na ramieniu równolegle do guzików; gałka rączki zamkowej znajdować się miała nieco poniżej wszycia kołnierza, a kolba dotykała lewej ładownicy. Lewe przedramię oparte było o ładownicę, a prawa ręka wracała do położenia jak w postawie zasadniczej.

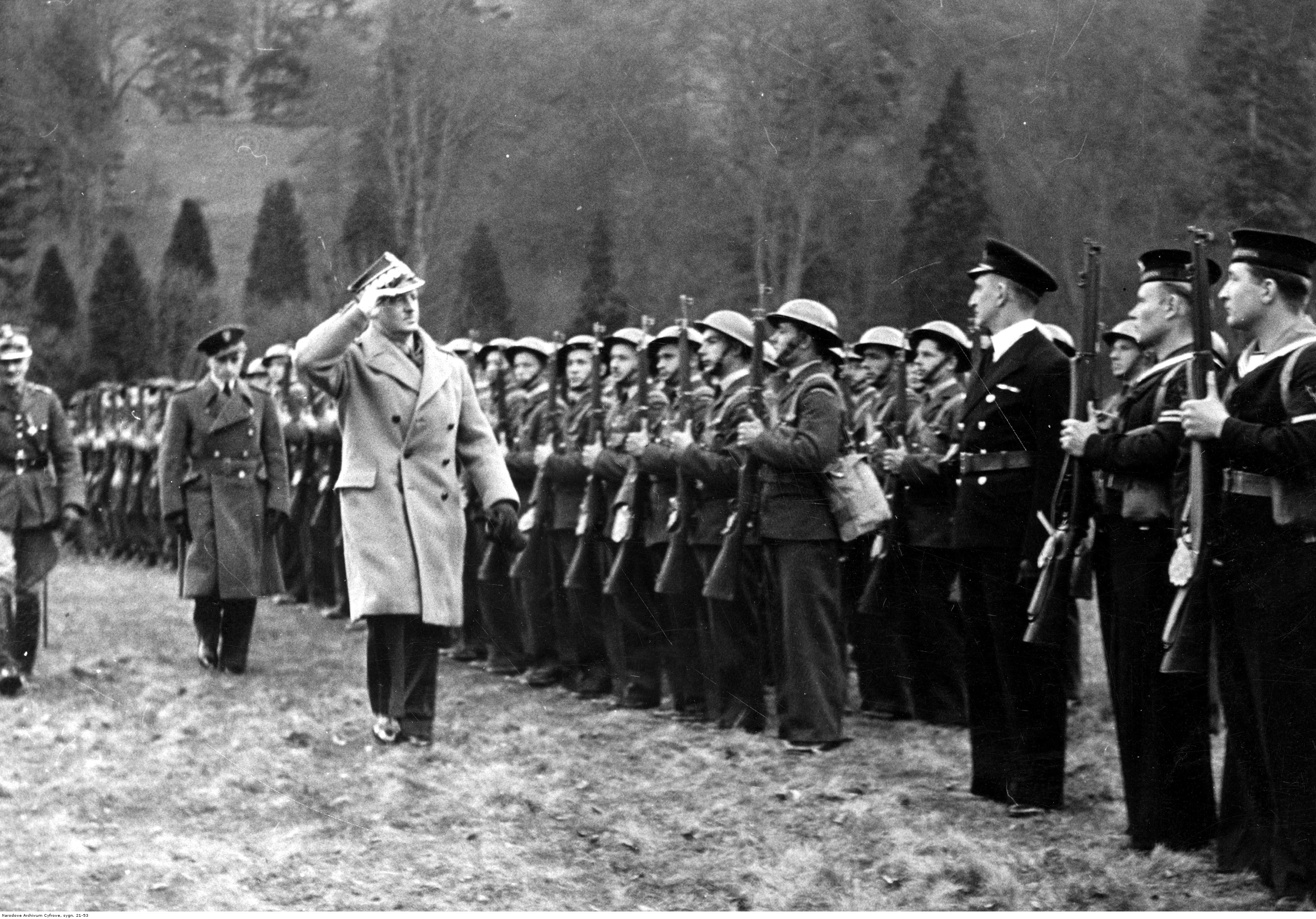
Gen. Władysław Sikorski przed frontem kompanii honorowej prezentującej broń

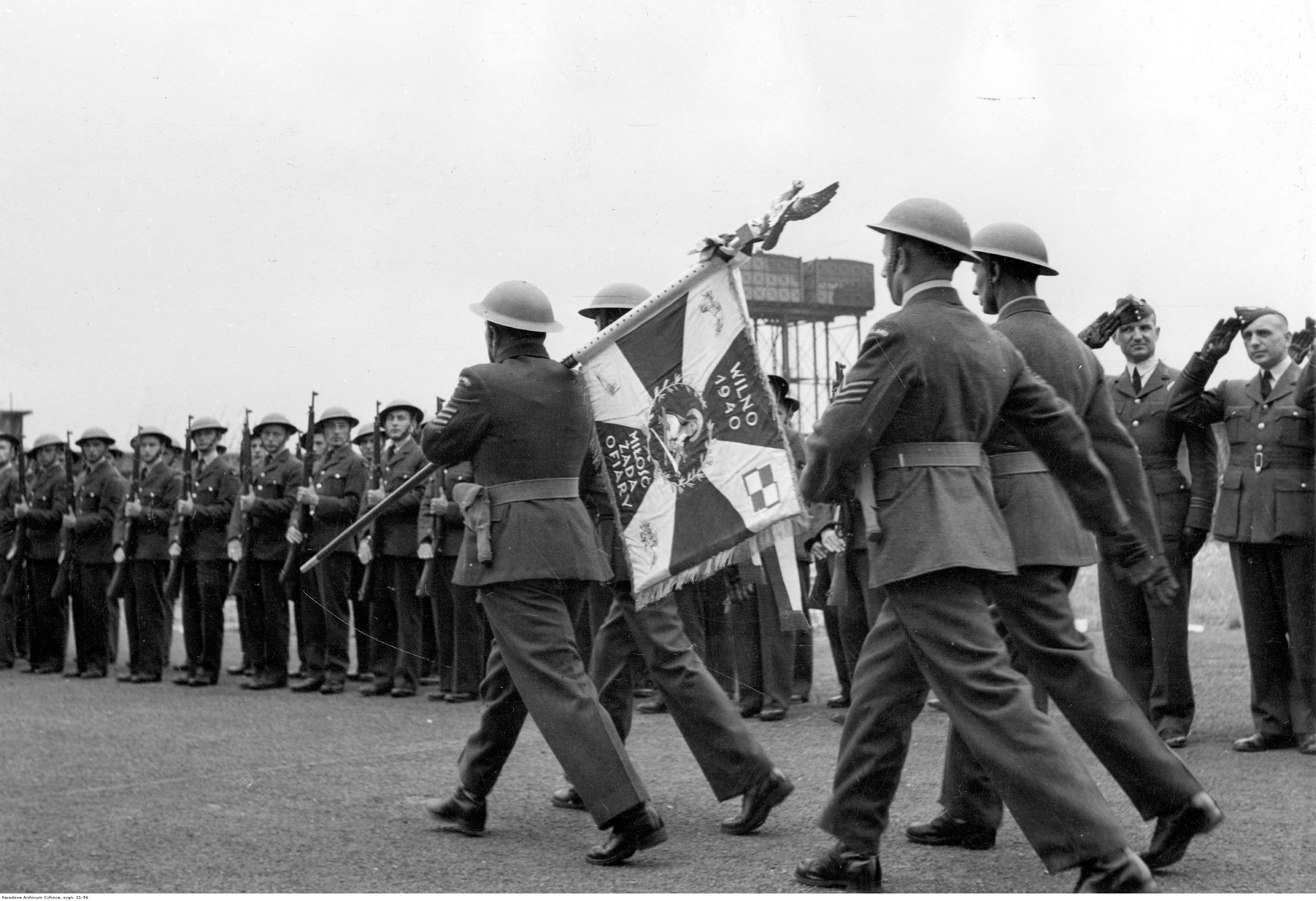
Defilada polskich dywizjonów lotniczych w Wielkiej Brytanii

Na komendę „do nogi – broń” żołnierz lewą ręka obraca kolbę nieco w prawo i ściąga broń ku udu na całą długość wyciągniętej lewej ręki. Następnie prawą ręką zgiętą w przegubie chwyta karabin na wysokości ramion, tak by przedramię prawej ręki było poziomo. Prawą ręką przenosi półkolem karabin w położeniu pionowym do prawego boku i obracając go nieco na zewnątrz przesuwa w ręku stawiając na ziemi. Lewa ręka wraca do położenia w postawie zasadniczej. Karabin stoi przy prawej stopie.
Na komendę „prezentuj – broń” żołnierz trzymający broń „na ramię” lewą ręką skręca karabin w prawo i ściąga go przed lewą połowę ciała; jednocześnie prawą ręką chwyta karabin za szyjkę kolby, kciuk od strony ciała. Następnie lewą ręką chwyta karabin za łoże tak, aby koniec kciuka, wyciągniętego równolegle do osi lufy, znajdował się na wysokości połowy długości lufy. W kolejnym ruchu obie ręce skręcają karabin językiem spustowym do przodu, oraz ściągają karabin tak, aby dolny bączek znalazł się na wysokości wszycia kołnierza; kciuk prawej ręki znajduje się z drugiej strony uchwytu kolby, a pozostałe palce zwarte i wyprostowane tuż pod kabłąkiem; lewe ramię zostaje zgięte prawie pod kątem prostym. Karabin trzymany jest pionowo przed lewą połową ciała tak, aby żołnierz mógł patrzeć lewym okiem na wprost z prawej strony karabina.
Na komendę „na pas – broń” żołnierz podnosi karabin pionowo przed środek ciała kabłąkiem w lewo, bączkiem na wysokość wszycia kołnierza. Lewą ręką chwyta karabin pod ręką prawą. Następnie prawą ręką chwyta za pas, po czym obiema rękoma zawiesza karabin na prawym ramieniu w położeniu pionowym wylotem lufy do góry. Prawą ręką trzyma pas obciągając go na wysokość pasa; łokciem przyciska karabin do ciała.
Na komendę „przez szyję – broń” żołnierz unosi prawą ręką karabin pionowo do góry, skręcając kabłąkiem w
lewo. Lewą ręka chwyta pas i obiema rękami zawiesza karabin na szyi wylotem lufy ku górze, karabin po prawej stronie ciała. W czasie marszu żołnierz trzymał lewą ręką szyjkę karabinu.
Na komendę „przez plecy – broń” żołnierz przewiesza karabin przez plecy tak, aby wylot lufy był skierowany w lewo skos w górę, kolba pod łokciem prawej ręki.
Na komendę „za szyjkę – broń” z postawy z bronią u nogi żołnierz unosi karabin pionowo do góry prawą ręką i chwyta lewą ręką tuż nad prawą. Następnie prawą ręką obejmuje szyjkę kolby od strony rączki zamkowej, chwytając szyjkę kciukiem z przodu tuż pod kabłąkiem, a pozostałymi palcami od tyłu za uchwyt kolby. Potem przenosi karabin prawą ręką do prawego boku, a lewa ręka wraca do poprzedniego położenia. Karabin spoczywa pionowo w prawej ręce, wyciągniętej na całą długość, przyciśnięty do biodra i ramienia w okolicy pachy.

### Stosowane w ludowym Wojsku Polskim
Wprowadzony w ludowym Wojsku Polskim „regulamin musztry piechoty” z 22 stycznia 1945 wzorowany był na regulaminach przedwojennych. W zakresie chwytów bronią stwierdzał, że wykonuje się je tylko rękoma, reszta ciała pozostaje w postawie zasadniczej. Pojedyncze ruchy składowe każdego chwytu wykonane krótko i stanowczo powinny się łączyć płynnie w jedną całość. Uderzanie kolbą o ziemię dla zaznaczenia chwytów było wzbronione. Wprowadzał też tempa przy wykonywaniu chwytów.
Na komendę „na ramię – broń”: tempo 1. Prawa ręka unosiła karabin w położenie pionowe przed środek ciała językiem spustowym w lewo, tylnym bączkiem na wysokość oczu, lewa ręka chwytała karabin tuż pod prawą, łokcie rąk blisko ciała. Tempo 2.: prawa ręka chwytała komorę zamkową ponad rączką zamkową tak, by mały palec opiera się na rączce zamkowej, kciuk wyprostowany wzdłuż łoża. Tempo 3.: prawa ręka obracała karabin językiem spustowym ku ciału i podnosiła karabin tak, aby wsunąć go pudełkiem podajnika w dołek strzelecki lewego ramienia, lewa ręka chwytała kolbę w ten sposób, żeby koniec trzewika kolby leżał między kciukiem i palcem wskazującym, a dłoń ł końce palców przylegały do płaskiej części kolby. Tempo 4.: prawa ręka wracała najkrótszą drogą do położenia w postawie zasadniczej. Karabin leżał na ramieniu równolegle do rzędu guzików, gałka rączki zamkowej znajdowała się na dłoni poniżej wszycia kołnierza, a kolba dotykała lewej ładownicy. Lewa ręka przylegała do tułowia.
Na komendę „do nogi – broń” (z położenia „na ramię”) : tempo 1 – lewa ręka obracając kolbę  w prawo, ściągała broń do lewego uda na długość wyciągniętej lewej ręki. Prawa ręka zgięta w przegubie, chwytała karabin na wysokości ramion, odchylając łokieć lekko w dół. Tempo 2 – prawa ręka przenosiła półkolem karabin do prawego boku, obracając go nieco na zewnątrz. Tempo 3 – prawa ręka przystawiała karabin kolbą do prawej stopy przesuwając rękę w dół po karabinie; lewa ręka wracała do położenia w postawie zasadniczej.
Na komendę „prezentuj – broń” (z położenia „na ramię”) : tempo 1 –  lewa ręka skręca karabin w prawo i ściąga go przed lewą połowę ciała. Jednocześnie prawa ręka chwyta karabin za szyjkę kolby, kciuk od strony ciała. Tempo 2 – lewa ręka chwyta karabin za łoże tak, aby koniec kciuka znajdował się na równej wysokości z górną jego krawędzią i razem z prawą ręką skręca karabin językiem spustowym do przodu, jednocześnie ściąga karabin na całą długość prawej ręki. Karabin winien lekko dotykać lewej ładownicy, a kciuk prawej ręki znajdować się pod kurkiem; pozostałe palce wyprostowane tuż pod kabłąkiem. Lewa ręka winna być zgięta  pod kątem prostym. Karabin trzymać należało pionowo przed lewą połową ciała tak, aby żołnierz mógł patrzeć na wprost lewym okiem z prawej strony karabinu.
Na komendę „za szyjkę – broń” (z położenia „u nogi”)  żołnierz unosił karabin prawą ręką pionowo do góry i chwyta lewą ręką tuż pod prawą. Prawą ręką chwytał szyjkę kolby od strony rączki zamkowej, obejmując szyjkę kciukiem tuż pod kabłąkiem, a pozostałymi palcami pod kurkiem. Następnie przenosił prawą ręką karabin do prawego boku Karabin spoczywał pionowo w prawej ręce, wyciągniętej na całą długość.
Na komendę „przez plecy – broń” żołnierz zakładał karabin na plecy przez lewe ramię w sposób dla niego najdogodniejszy, wylotem lufy do góry. Pistolet maszynowy zakładał „przez plecy” wylotem lufy w dół.
Komendę „na pas – broń” żołnierz wykonywał na trzy tempa: tempo 1 – podnosił karabin prawą ręką; obracał go pasem w lewo i przenosił tak, by bączek przedni znalazł się na wysokości ramienia; lewą ręką ujmował karabinek pod pasem za łoże przy żłobkach chwytowych. Tempo 2 – prawą ręką chwytał pas  i odciągał go w lewo. Tempo – zarzucał karabinek na ramię, opuszczał  lewą rękę, a prawą rękę przesuwał po pasie tak, aby przedramię ułożyło się poziomo; karabinek przyciskał  łokciem do ciała.
Wraz z wprowadzaniem do uzbrojenia nowych typów uzbrojenia, zmieniał się sposób wykonywania chwytów. W Wojsku Polskim, w schyłkowym okresie istnienia PRL dominował karabinek AKM (s), km PK,  kb swd i granatnik rgppanc. Do tych broni odnosiły się kolejne regulaminy musztry. Chwyty bronią należało wykonywać w postawie zasadniczej.
Komendę „połóż – broń” karabinkiem AK wykonywano się z położenia „na pas”. Żołnierz robił wykrok lewą nogą, chwytał lewą ręką pod pasem karabinek AK za szyjkę kolby i wysuwa go kolbą do przodu, utrzymując prawą ręką pas broni na wysokości ramienia. Następnie prawą ręką zdejmował pas z ramienia, pochylał się, kładł broń na ziemi, magazynkiem w lewo, opierając trzewik kolby o czubek buta prawej nogi, wyrównuje pas w stronę kolby, po czym wyprostowywał się i cofał lewą nogę do prawej.
Na komendę „za – broń” żołnierz robił wykrok lewą nogą, pochylał się, chwytał karabinek AK z kolbą drewnianą za szyjkę  i pas, wyprostowywał się, brał broń w położenie „na pas” i cofał lewą nogę do prawej.
Komendę „do nogi – broń” z położenia „na pas” przy tempie 1 żołnierz trzymając prawą ręką za pas przesuwał kolbą karabinu do przodu, lewą ręką chwytał karabin maszynowy pod pasem, poniżej rączki suwadła (karabin wyborowy pod pasem w pobliżu celownika) i lekko unosił go w górą i w tył. Przy tempie 2 zrzucał pas z prawego ramienia, przenosił karabin lewą ręką zza pleców przed siebie i chwytał go prawą ręką za lufę poniżej strzemienia (karabin wyborowy — za nakładkę). Przy tempie 3 żołnierz opuszczał lewą rękę, a prawą stawiał karabin na ziemi przy prawej nodze.

## Chwyty szablą

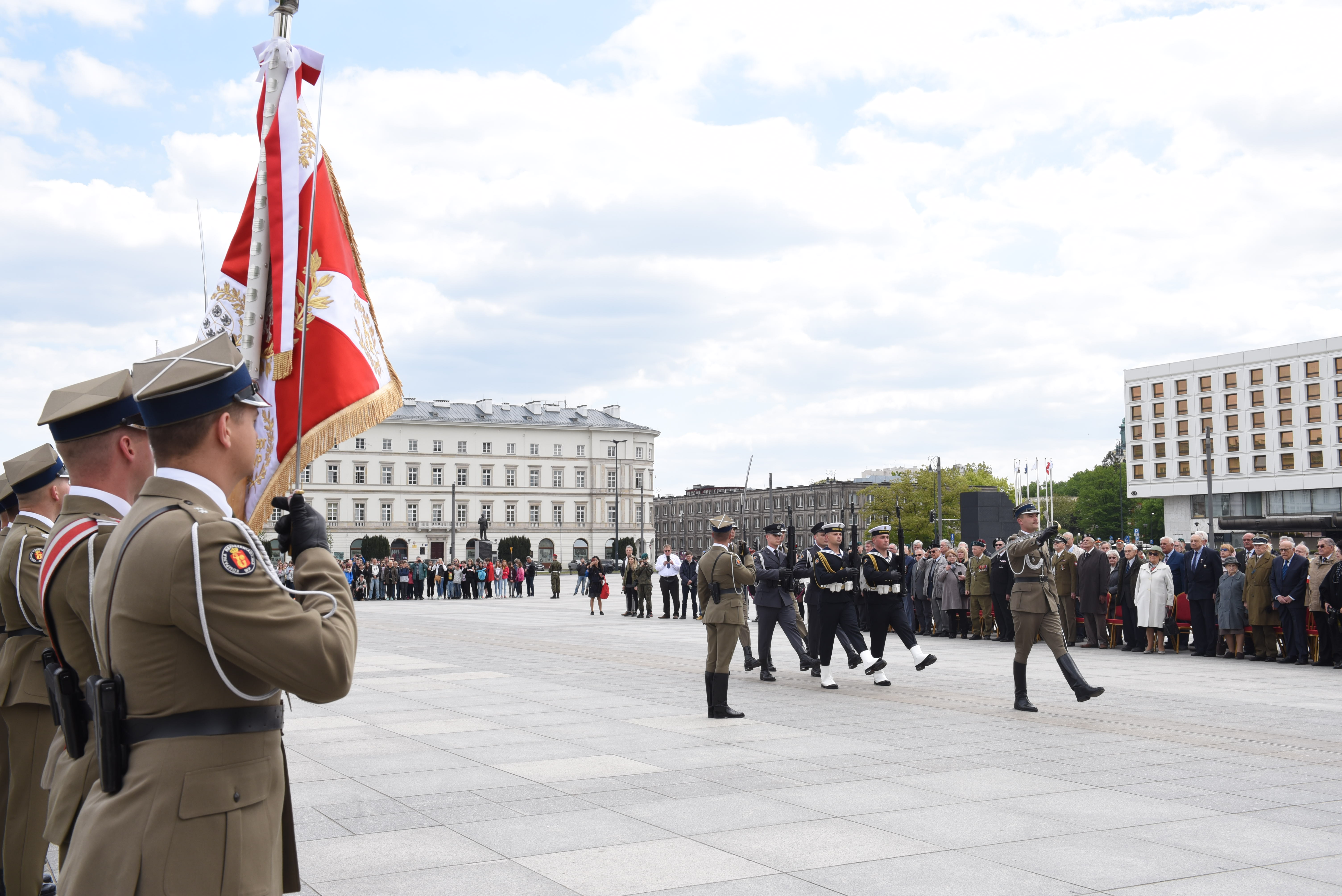
Dowódca kompanii reprezentacyjnej i dowódca pocztu sztandarowego z szablą w położeniu „prezentuj”; 2019

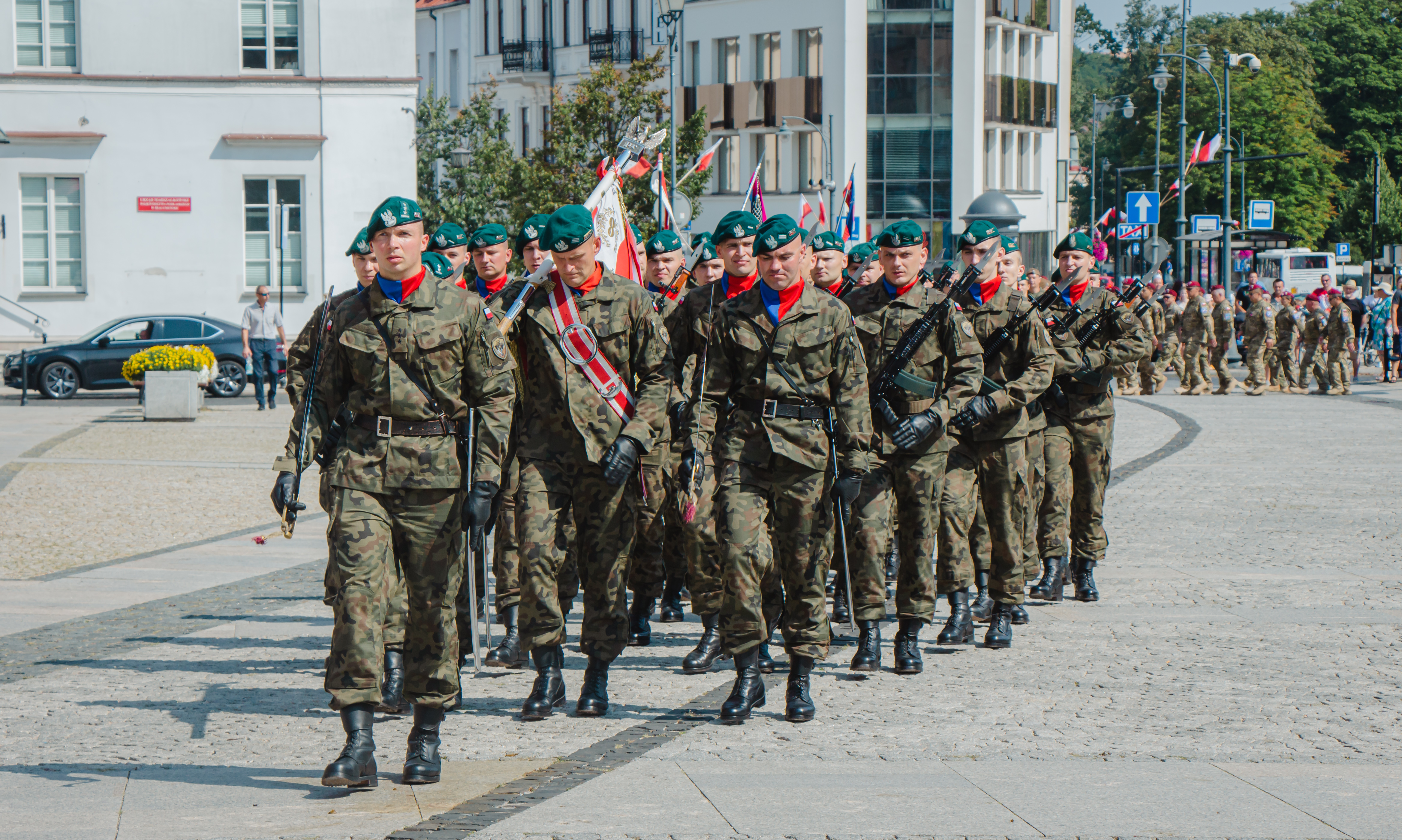
Marsz z szablą „na ramieniu”; 2022

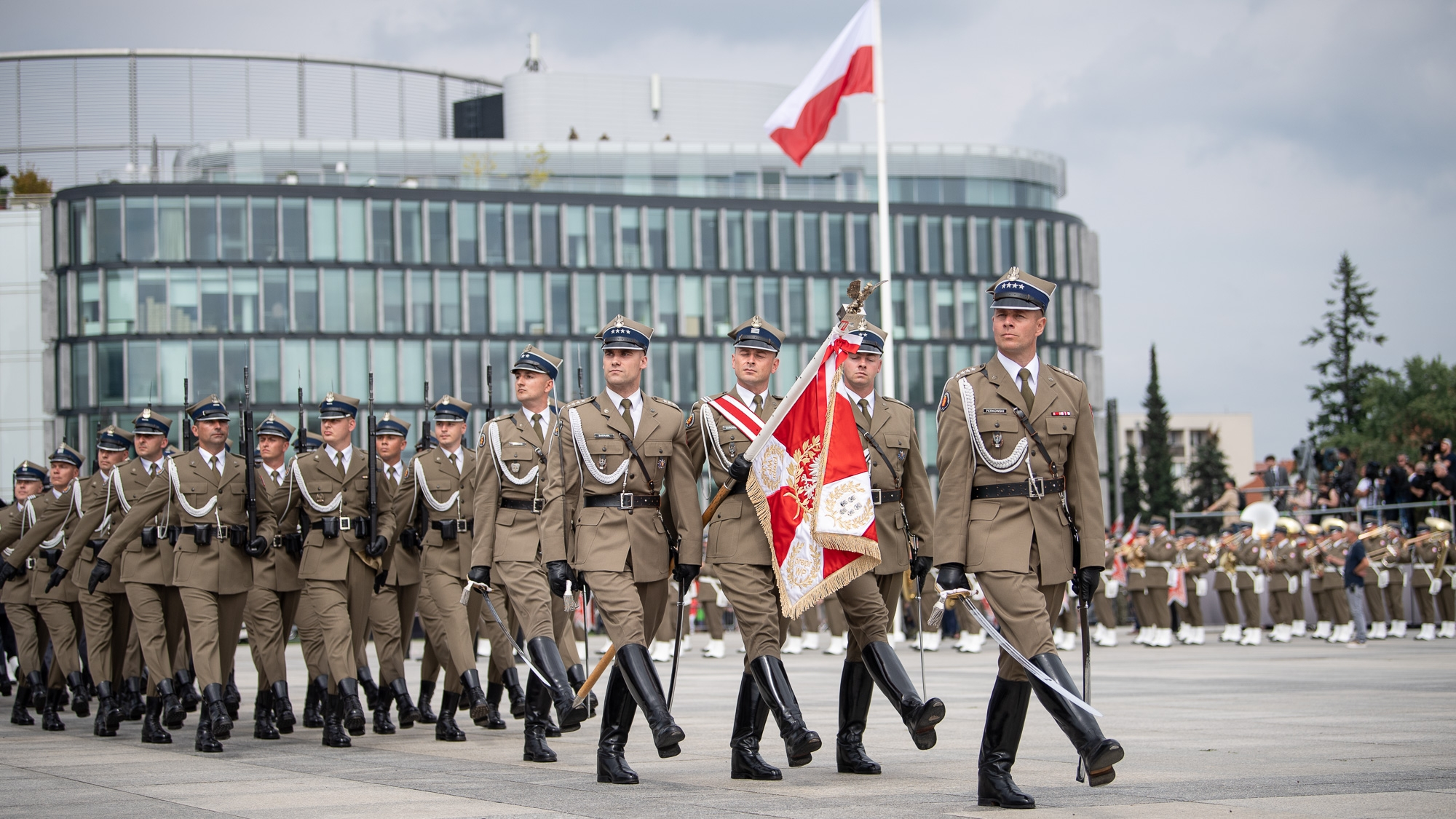
Marsz z szablą „do nogi”; 2022

### Stosowane w Siłach Zbrojnych RP
Chwyty szablą w Siłach Zbrojnych Rzeczypospolitej Polskiej opisuje Ceremoniał wojskowy wydany w 2015. Wykonywane są one szablami wojsk lądowych wz. 76/90 oraz szablami wz. 76/90 MW.
W postawie zasadniczej z szablą u nogi żołnierz obejmuje dłonią prawej ręki rękojeść szabli, kciukiem od strony uda, a szabla jest opuszczona w dół, brzusiec skierowany w prawo. Jelec szabli znajduje się przy szwie spodni, a koniec głowni jest oddalony od ziemi o około 20 cm. Lewa ręka przytrzymuje pochwę.

W postawie z szablą na ramieniu żołnierz trzyma szablę prawą ręką. Ręka trzymająca szablę jest wyprostowana, a kciuk przy szwie spodni. Grzbiet głowni jest oparty o szew wszycia rękawa. W postawie z szablą na ramieniu w marszu żołnierz na komendę „baczność”  utrzymuje prawą rękę nieruchomo z kciukiem przy szwie spodni; grzbiet głowni oparty jest o szew wszycia rękawa, a Na komendę „spocznij” prawa ręka porusza się w takt marszu.
Salutowanie szablą w miejscu żołnierz wykonuje z postawy na ramię lub do nogi. Podnosi szablę przed środek twarzy tak wysoko, by jelec znalazł się na poziomie brody, a głownię szabli trzyma pionowo, brzuścem w lewo, oddaloną od twarzy na szerokość dłoni i utrzymuje tak szablę przez sekundę, po czym szybkim ruchem opuszcza ją do postawy zasadniczej z szablą u nogi lub do postawy Na ramię. Salutowanie szablą w marszu wykonują tylko żołnierze występujący przed frontem szyku i podający komendy. Jest wykonywane w takt marszu i rozpoczyna się na 10 kroków przed przełożonym.

### Stosowane w ludowym Wojsku Polskim
Do początku lat 70. XX wieku kompania reprezentacyjna Wojska Polskiego, oficerowie podczas uroczystości wojskowych, państwowych i promocji na pierwszy stopień oficerski używali szabli wz. 1921/1922. Została ona zastąpiona szablą paradną wz. 1971. Zarządzeniem Ministra Obrony Narodowej nr 51 z 16 października 1981 została ona zastąpiona przez szablę paradną wz 1976.
Chwyty szablą w ludowym Wojsku Polskim regulował między innymi Regulamin musztry Sił Zbrojnych Polskiej Rzeczypospolitej Ludowej z 1977.
Pochwa z szablą przypinana była do pasa głównego przy lewym boku, brzusiec szabli był skierowany do przodu, a ostroga pochwy powinna  znajdować się na wysokości kostki nogi.
Wydobywając szablę, żołnierz zmieniał położenie lewej ręki trzymającej pochwę w ten sposób, że ujmował ją w tym samym miejscu, lecz kciukiem od tyłu, a pozostałymi palcami od przodu. Jednocześnie pochylał pochwę górną częścią do przodu, a prawą ręką chwytał rękojeść szabli i wydobywał ją brzuścem w przód. Następnie opuszczał prawą rękę z szablą najkrótszą drogą i chwytał pochwę lewą ręką.
Wkładając szablę do pochwy, żołnierz unosił szablę prawą ręką do góry, brzuścem skierowanym w przód, jednocześnie ujmował pochwę lewą ręką w ten sposób, że ujmował ją w tym samym miejscu, lecz kciukiem od tyłu, a pozostałymi palcami od przodu. Następnie opuszczał szablę w dół ku pochwie, zginając prawą rękę w stawie łokciowym tak, aby pióro szabli można było wsunąć w okienko pochwy; zwracał głowę w lewo w dół i wsuwał szablę.
W postawie zasadniczej z szablą u nogi  żołnierz obejmował całą dłonią prawej ręki rękojeść szabli, kciukiem od strony uda; szabla była opuszczona w dół, brzusiec skierowany w prawo, jelec szabli znajdował się przy szwie spodni, a koniec głowni był oddalony od ziemi o około 20 cm. Lewą ręką żołnierz przytrzymywał pochwę kciukiem od przodu, pozostałymi palcami zwartymi od tyłu, a palec wskazujący był ułożony wzdłuż pochwy. W postawie swobodnej żołnierz trzymał wydobytą szablę w sposób dowolny.
W postawie z szablą na ramieniu  żołnierz trzymał szablę prawą ręką, wyprostowane palce wskazujący i środkowy  obejmowały rękojeść od przodu, a kciuk od tyłu z lewej strony; pozostałe palce były złączone i wyprostowane. Ręka trzymająca szablę była wyprostowana, kciuk znajdował się przy szwie spodni, a grzbiet głowni oparty o szew wszycia rękawa. Lewą ręką żołnierz przytrzymywał pochwę kciukiem od przodu, pozostałymi zwartymi palcami od tyłu, a palec wskazujący był ułożony wzdłuż pochwy.
W postawie z szablą na ramieniu w marszu  na komendę „baczność” żołnierz utrzymywał prawą rękę nieruchomo z kciukiem przy szwie spodni, a grzbiet głowni był oparty o szew wszycia rękawa; na komendę „spocznij” żołnierz poruszał prawą ręką w takt marszu. Lewą ręką żołnierz przytrzymywał pochwę kciukiem od przodu, pozostałymi palcami zwartymi od tyłu, a wskazujący był ułożony wzdłuż pochwy. W czasie dłuższego marszu z szablą na ramieniu można było opierać ją kapturkiem i kabłąkiem jelca na zgiętej dłoni, trzymając kciuk wewnątrz kabłąka.
Salutując szablą w miejscu z położenia „na ramię”  żołnierz stosował trzy tempa: tempo 1 – przenosił szablę z ramienia przed środek twarzy tak wysoko, by jelec znalazł się na poziomie brody, przy czym głownię szabli trzymał pionowo, brzuścem w lewo, w odległości od twarzy równej szerokości dłoni; w czasie wykonywania ruchu szablą chwytał rękojeść całą dłonią. Tempo 2 – utrzymywał 2 sekundy szablę przed twarzą. Tempo 3 – opuszczał szablę najkrótszą drogą do postawy zasadniczej z szablą „u nogi”. Tempo 3 stosowano też przy opuszczaniu szabli do postawy „na ramię".
Salutowanie szablą w marszu  wykonywali tylko żołnierze występujący przed frontem szyku i podający komendy. Żołnierze maszerujący w szyku oddawali honory przez zwrot głowy. Salutowanie wykonywane było w takt marszu, a rozpoczynało się 9 kroków przed przełożonym. Tempo 1 – żołnierz stawiał lewą nogę; tempo 2 – przetrzymanie w czasie kroku prawą nogą; tempo 3  –  na lewą nogę z jednoczesnym zwrotem głowy w kierunku przełożonego. Do postawy „na ramię”  żołnierz powracał w odległości 1 kroku za przełożonym.
Chwyt „prezentuj”  wykonywano  na komendę „na prawo–patrz”. Żołnierz przenosił szablę z ramienia przed środek twarzy tak wysoko, by jelec znalazł się na poziomie brody, przy czym głownię szabli trzymał pionowo, brzuścem w lewo, w odległości od twarzy równej szerokości dłoni. Równocześnie wykonywał zwrot głowy w prawo i utrzymywał szablę w tym położeniu dopóty, dopóki nie została podana komenda „baczność”.